# 2,3-dihydrothiofen
2,3-dihydrothiofen je sirná heterocyklická sloučenina se vzorcem SC4H6, izomer symetričtějšího 2,5-dihydrothiofenu. Oba izomery dihydrothiofenu jsou bezbarvé kapaliny. Jejich reaktivita je podobná jako u alkenů a thioetherů, látky se účastní například adičních reakcí na atomech uhlíku a oxidací na síře, zatímco thiofen do takovýchto reakcí nevstupuje.

## Dihydrothiofeny v přírodě
Dihydrothiofeny, převážně 3-methyl-4,5-dihydrothiofen, se podílí na vůni bílých lanýžů.